# Renault 5
Der Renault 5 – kurz R5 – war ein zwischen Anfang 1972 und Ende 1996 produzierter Kleinwagen des französischen Fahrzeugherstellers Renault.
In zwei Fahrzeuggenerationen wurden über neun Millionen R5 verkauft, womit der Wagen den etwa sieben Jahre länger hergestellten Renault 4 übertraf; über 5,5 Millionen R5 trug die erste Generation dazu bei.
Der Renault 5 hatte 1972 bereits eine Kunststoff-Frontschürze ohne separate Stoßstange, wie sie sich im Automobilbau erst Jahre später durchsetzte.

## R5 (1972–1985)

### Allgemein

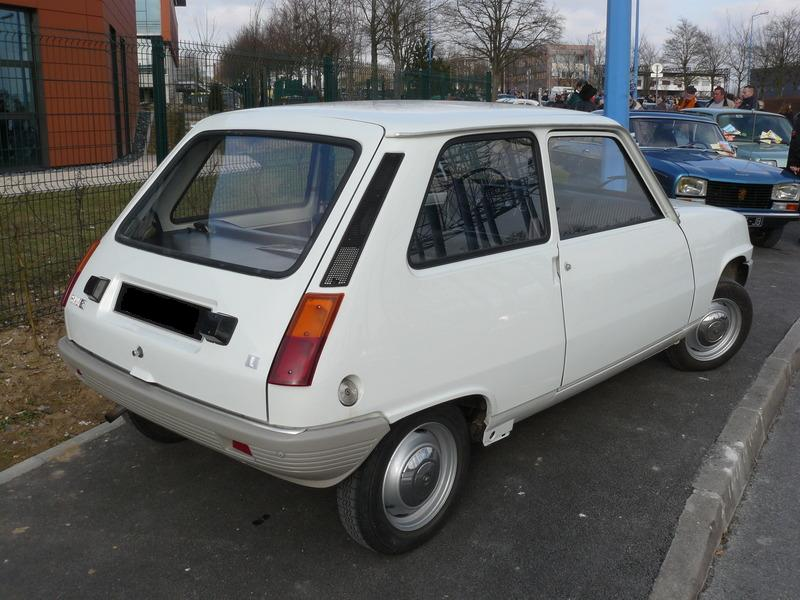
Heckansicht

Die Entwicklung des R5 – damals Projekt 122 – begann 1967 mit einer Befragung potentieller Kunden unter der Leitung Bernard Hanons. Er war Marketingmanager und hatte unter anderem an der Universität New York Marketing gelehrt. Später wurde er Generaldirektor von Renault. Der bei Renault angestellte junge Designer Michel Boué gestaltete die Karosserie des R5.
Dazu zählten auch eine Frontschürze und eine Heckschürze aus unempfindlichem Kunststoff, mit der der R 5 als eines der ersten Automobile ausgestattet war. Das Auto war als Ergänzung zu Renault 4 und Renault 6 gedacht und erheblich besser ausgestattet. Moderner und rationell zu produzieren sollte es neue Kunden wie etwa Zweitwagenkäufer ansprechen, ohne den Absatz der beiden älteren Modelle zu beeinträchtigen; dazu trug bei, dass es ihn nicht mit vier Türen gab. Im März 1972 wurde er eingeführt. Mit niedrigen Unterhaltskosten, kompakten Abmessungen und einer als modern und frisch empfundenen Form entwickelte sich der R5 zu einem Verkaufserfolg.
Der Wagen hatte eine selbsttragende Karosserie, nicht mehr einen Plattformrahmen wie R4 und R6. Der Kofferraum fasste 215 Liter und ließ sich durch Umlegen der Rückbank auf 900 Liter vergrößern, das Reserverad war im Motorraum befestigt. Die Einzelradaufhängung mit Doppelquerlenkern vorn und Längsschwingarmen hinten, alle mit Torsionsstabfedern (vorn längs, hinten quer angeordnet), war der des R4 ähnlich, aber einfacher und aus weniger Teilen aufgebaut. Dieses Federungsprinzip war trotz langer Federwege besonders platzsparend und trug zur geräumigen Karosserie bei. Es gab wegen der Anordnung der Federn (wie auch beim R4) einen Achsversatz der Hinterräder: der Radstand rechts war 30 mm geringer. Vorn und hinten wurden Querstabilisatoren eingebaut. Über den hieraus resultierenden Radstand gibt es unterschiedliche Angaben. Die Lenkung war als Zahnstangenlenkung ausgebildet.
Den R5 gab es anfangs ausschließlich mit drei Türen und Schrägheck.  Die fünftürige R5-Variante folgte im Sommer 1979. Eine Stufenheckvariante mit 10 cm längerem Radstand und vier Türen wurde von Ende 1974 bis Anfang 1983 für den spanischen Markt bei FASA-Renault in Valladolid (Spanien) gebaut und als Renault 7 („Siete“) (ab 1979: Renault 7) verkauft. Man wollte das in anderen Märkten aufgebaute Image des R5 nicht durch ein in dieser Fahrzeugklasse eher als konservativ angesehenes Stufenheckmodell kompromittieren.
Der Motor war längs hinter der Vorderachse eingebaut, das Getriebe davor. Im R5 wurde zunächst der 0,8-l-Motor des R4 verbaut. Dieser leistete maximal 25 kW (34 PS) und wurde nur in Frankreich verbaut. In Deutschland wurde als Basismotorisierung ein Motor mit 845 cm³ Hubraum und einer Leistung von 26 kW (36 PS) angeboten. Das Modell TL hatte einen 1,0-l-Motor, basierte auf dem des ehemaligen R8 und leistete im R5 maximal 32 kW (44 PS). Hier umfasste die Ausstattung auch einen Elektrolüfter und eine Drehstromlichtmaschine (480 W). In Deutschland kostete diese Version bei der Einführung weniger als 6.900 DM.
Das neu konstruierte Getriebe hatte ein Gehäuse aus Grauguss und wurde später auch im R4 verbaut. Frühe R5 hatten wie der R4 eine Revolverschaltung; ab 1975 gab es eine (anfangs etwas hakelige) Mittelschaltung. Die vergleichsweise geringe Höchstgeschwindigkeit der schwächeren Motoren lag beispielsweise über der des VW 1300, und auch der vom Audi 50 abgeleitete VW Polo I und der Fiesta mit 1,0 Liter Hubraum (LC) waren nicht schneller. 1974 wurde der LS mit 1289-cm³-Ottomotor und 47 kW (64 PS) aus dem Renault 12 eingeführt. Diesen gab ab 1976 im Modell GTL in einer stark auf 31 kW gedrosselten Ausführung, deren beachtliches Drehmoment schon ab 1600/min über 71 Nm anstieg (maximal 83 Nm bei 2500/min), was zusammen mit einer angepassten Übersetzung ein Fahren mit niedrigen Drehzahlen bei geringem Kraftstoffverbrauch ermöglichte (DIN-Normverbrauch 5,9 l/100 km).
Ab 1975 baute Renault den R5 auch als Kompaktsportwagen mit 68 kW (93 PS) unter dem Namen „Alpine“, der eine Höchstgeschwindigkeit von 173 km/h ermöglicht. Sechs Jahre später wurde die Leistung dieses Motors durch einen Turbolader gesteigert (R5 Alpine Turbo (122B)). Der Motor hat eine Klopfregelung, jedoch keinen Ladeluftkühler, und der Vergaser ist vor dem Turbolader angeordnet; darin unterscheidet sich der R5 Alpine Turbo unter anderem vom Renault 18 Turbo. Die Leistung des Renault 5 Alpine Turbo stieg durch die Aufladung auf 79 kW (107 PS) bei 6000/min und ermöglicht eine Endgeschwindigkeit von 185 km/h laut Hersteller. Die Beschleunigung von 0 auf 100 km/h wurde in 9,1 Sekunden absolviert, bei 4000/min wird das maximale Drehmoment von 149 Nm abgegeben, 95 % davon bereits bei 2500/min. Der R5 Turbo kam 1980 auf den Markt. Sein Motor leistet 118 kW (160 PS). Die letzte Version im Jahr 1985 unter der Bezeichnung Renault Maxi 5 Turbo leistet 300 kW (408 PS). Er war in der FIA-Gruppe B für Rallye-Einsätze homologiert und auch für Rennstrecken ausgelegt.
| Modell          | Hubraum cm³ | Leistung kW (PS) bei 1/min | Drehmoment Nm bei 1/min | Höchstge- schwindigkeit km/h | Bauzeitraum     | Preis 1983 DM |
| --------------- | ----------- | -------------------------- | ----------------------- | ---------------------------- | --------------- | ------------- |
| L (Frankreich)  | 782         | 25 (34)                    |                         |                              | 10.1972–08.1984 |               |
| L (Deutschland) | 845         | 26 (36)                    |                         |                              | 01.1972–08.1984 | 10.700        |
| TL              | 956         | 32 (44) bei 5500           | 69 bei 3500             | 135                          | 01.1972–09.1979 |               |
| TL              | 1108        | 33 (45)                    |                         |                              | 10.1979–12.1984 | 11.500        |
| GTL             | 1108        | 33 (45) bei 4400           | 82 bei 2000             | 137                          | 10.1979–12.1984 | 12.550        |
| GTL             | 1289        | 31 (42)                    | 83 bei 2500             |                              | 09.1976–09.1979 |               |
| Automatic       | 1289        | 40 (55)                    |                         |                              | 06.1979–12.1984 | 14.500        |
| LS (1974)/TS    | 1289        | 47 (64)                    | 94 bei 3500             | 150                          | 09.1975–08.1984 | 13.920        |
| TX              | 1397        | 46 (63)                    |                         |                              | 10.1979–12.1984 | 16.150        |
| Alpine          | 1397        | 68 (93)                    |                         | 173                          | 09.1977–09.1981 |               |
| Alpine Turbo    | 1397        | 79 (108)                   | 149 bei 4000            | 186                          | 09.1980–12.1984 | 18.590        |

Der Mittelmotor-Sportwagen Renault 5 Turbo ist ein eigenständiges Modell. Er wurde bei Alpine gebaut, basiert auf der deutlich verbreiterten Karosserie des R5, hat 118 kW (160 PS), Bauzeit in zwei Serien 06.1980–12.1985.
Ab der Version GTL gab es eine elektrische Heckscheiben-Wisch-Wasch-Anlage und hintere Ausstellfenster, ab der TS-Ausführung eine elektrische Scheibenwaschanlage, Drehzahlmesser und Sportsitze mit integrierten Kopfstützen; außen hatten beide seitliche Stoßleisten. Der Renault 5 Alpine hatte außerdem ein serienmäßiges Fünfgang-Schaltgetriebe, eine Ladedruckanzeige, härtere vordere Federn und einen verstärkten Stabilisator an der Vorderachse.
Die TX-Version bot 1981 Servolenkung, elektrische Fensterheber, ein Lederlenkrad, Leichtmetallräder, Colorverglasung, 1982 Bremskraftverstärker und eine elektronische Zündanlage. Der GTL wurde 1981 anlässlich der Ölpreiskrise mit einem Fünfganggetriebe ausgestattet, um den Kraftstoffverbrauch zu verringern.

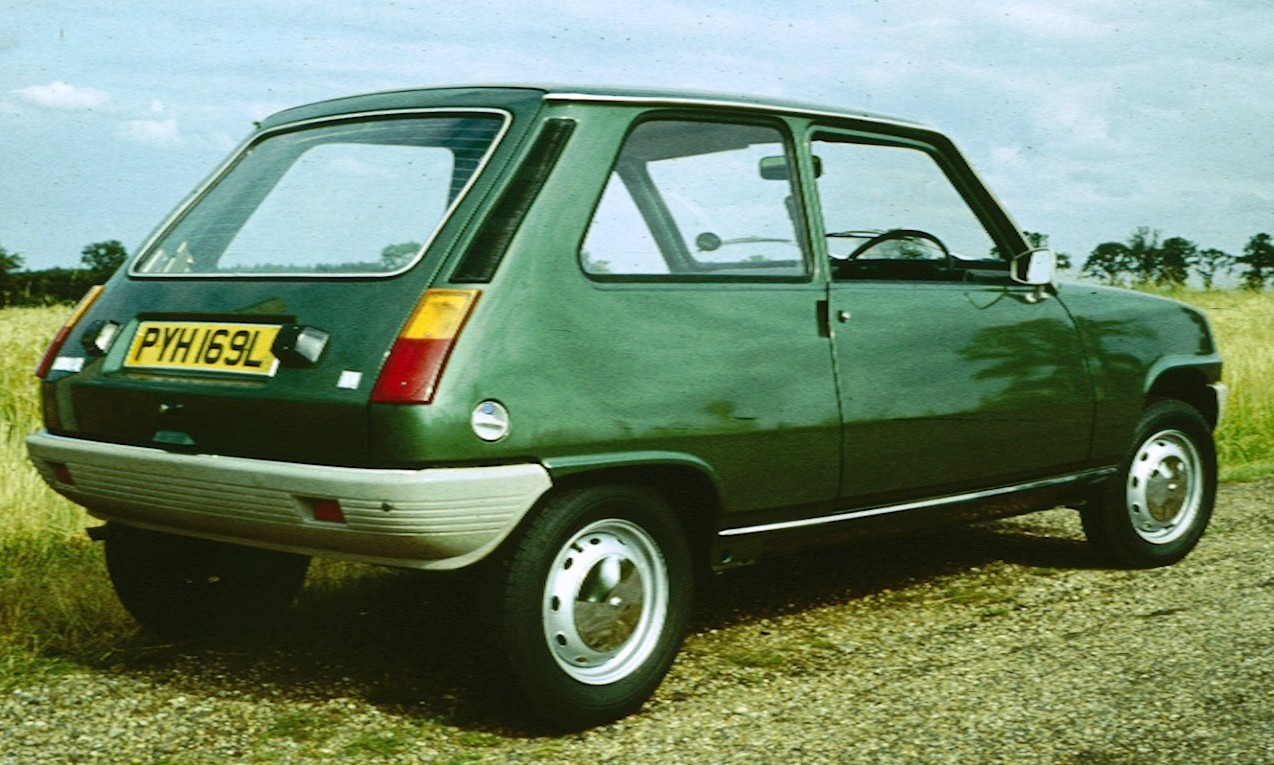
Renault 5 TL (1972)
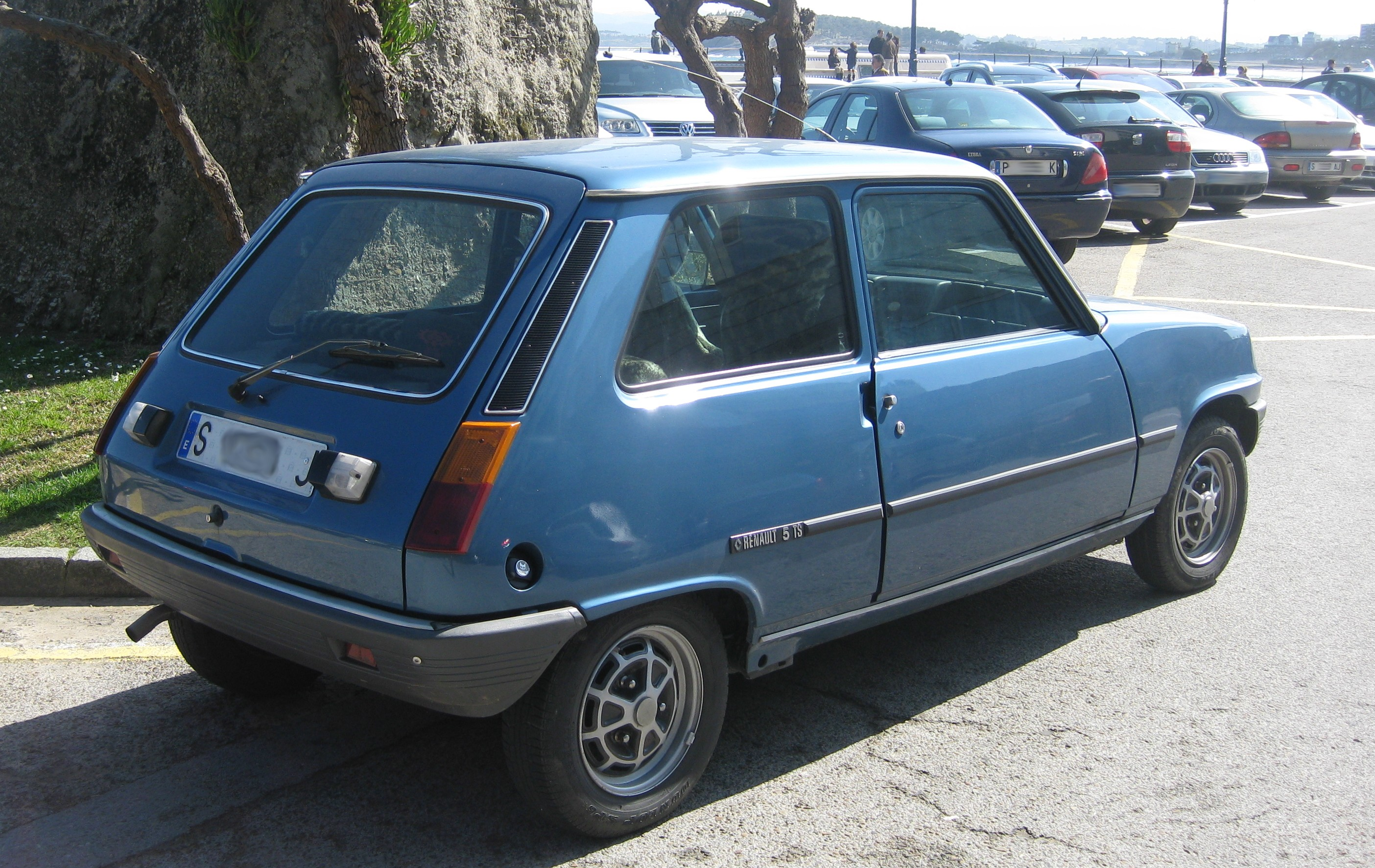
Renault 5 TS (ab 1975[19])
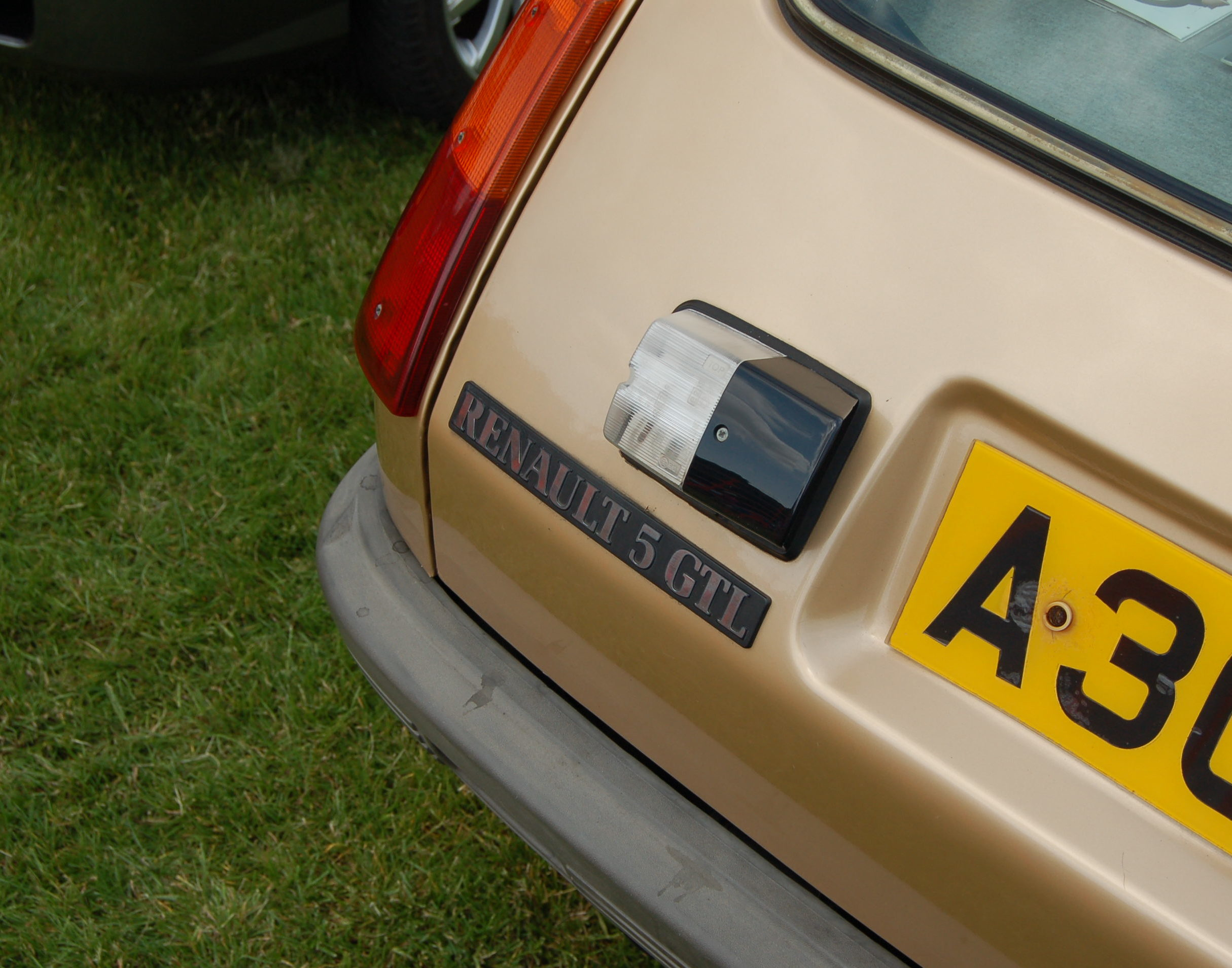
GTL (ab 1976 in Deutschland[2])
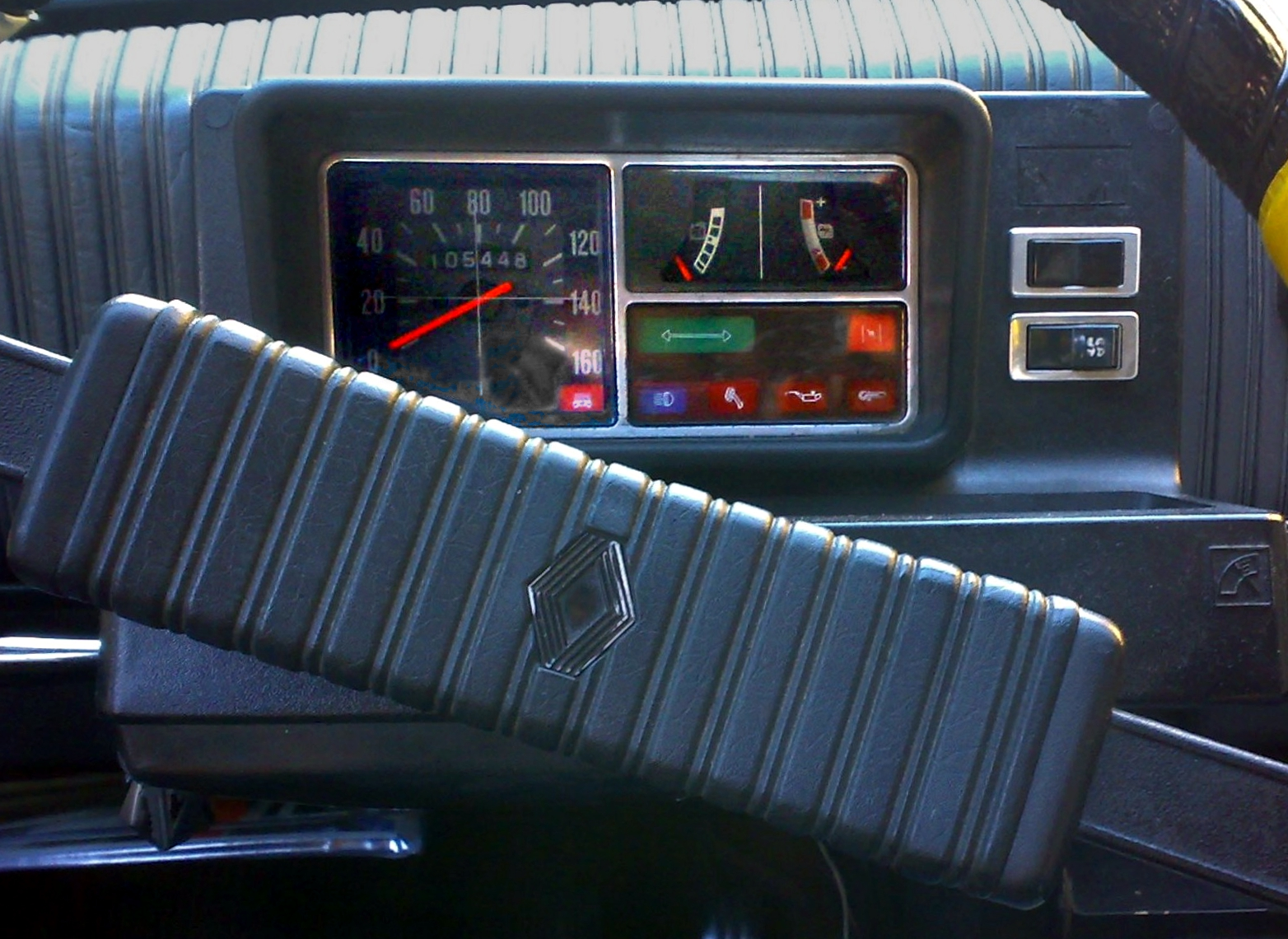
Kombiinstrument der leistungsschwächeren Versionen
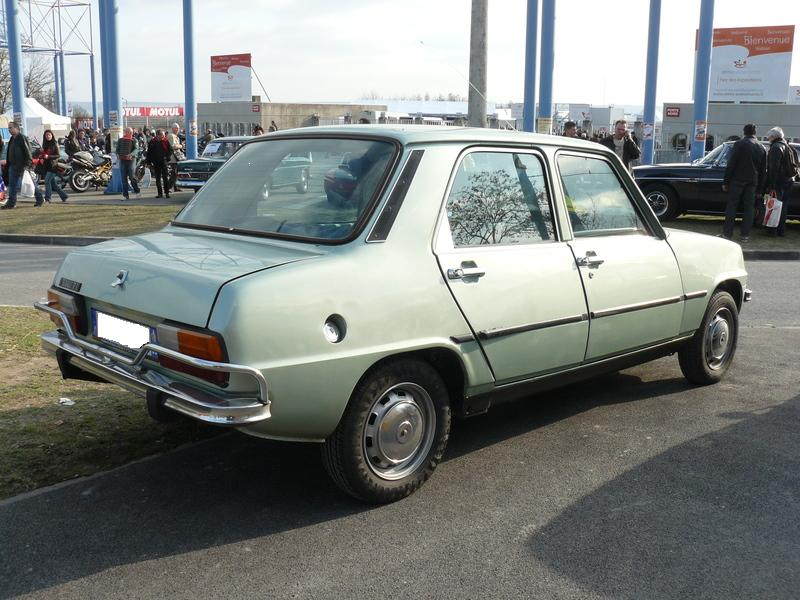
Renault 7 (1974–1983, Spanien)
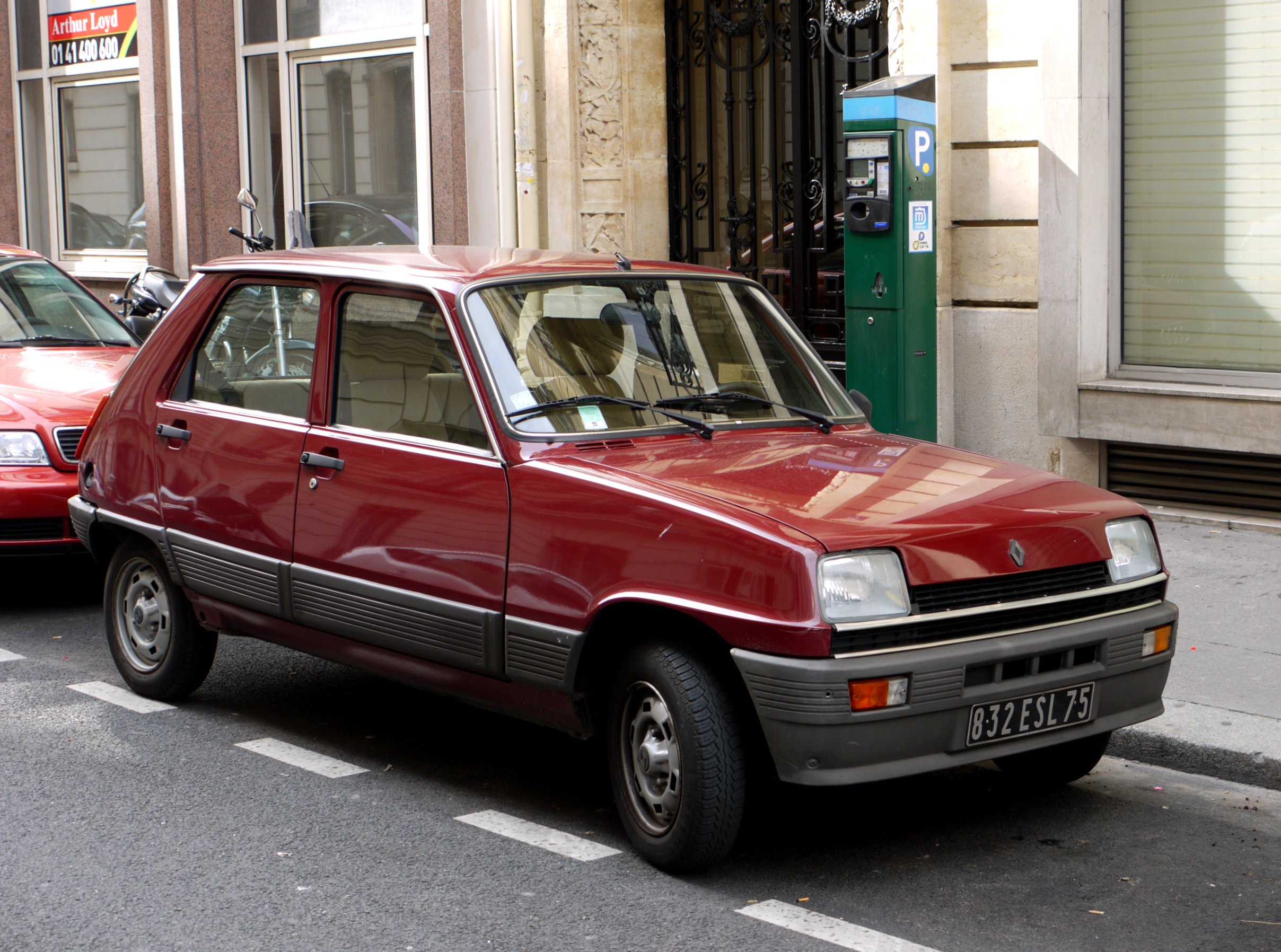
Renault 5 Fünftürer (1979–1984)
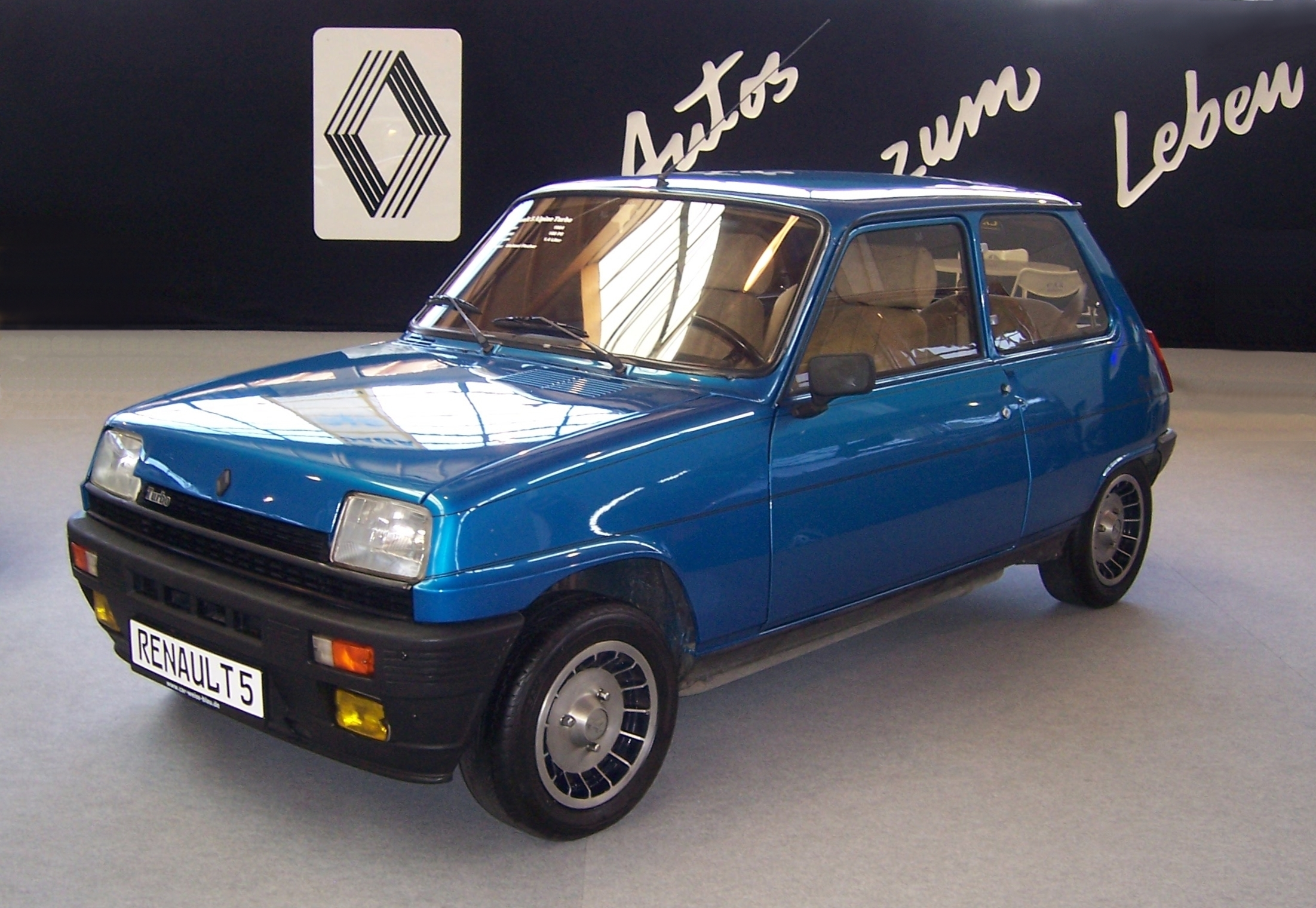
Renault 5 Alpine Turbo (1980–1984)
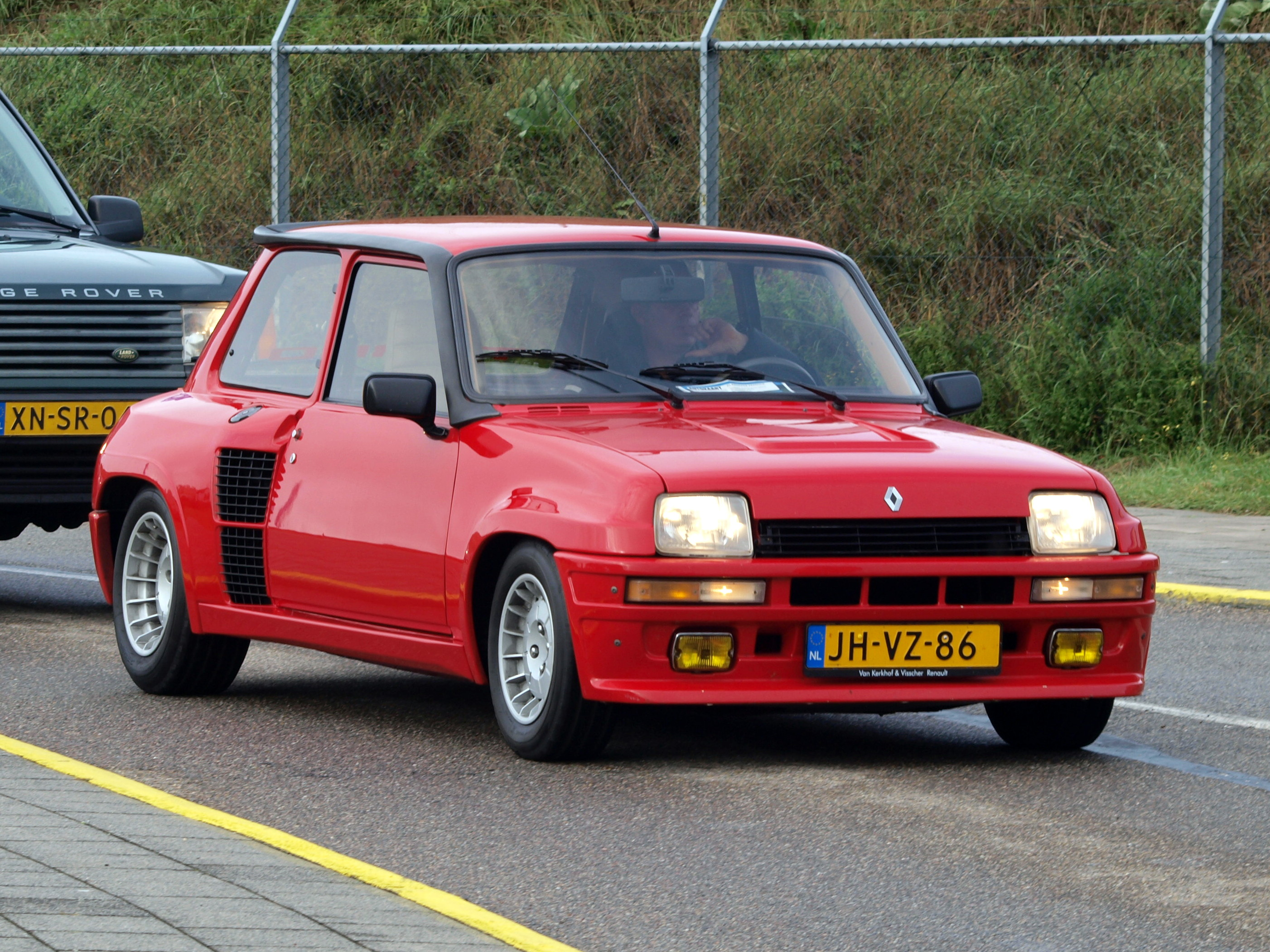
Renault 5 Turbo erste Generation (1980–1982)

### Exportmodelle
In Großbritannien wurden die Sportmodelle R5 Alpine und R5 Alpine Turbo als R5 Gordini und R5 Gordini Turbo vermarktet. In die USA wurde der Wagen mit Sealed-Beam-Scheinwerfern, einem anderen Grill, stärkeren Stoßfängern und Abgaskatalysator als Renault Le Car exportiert. Renault Classic nennt etwa verkaufte 10.600 Le Car-Modelle für 1977 und Verkauf bis 1982. In Europa wurde zusätzlich der Le Car Van mit kleinen ovalen hinteren Seitenfenstern angeboten, der an einen amerikanischen Van erinnern sollte. Als in Deutschland abgasarme Fahrzeuge steuerbegünstigt wurden, konnte Renault als einer der ersten Hersteller den R5 mit dem Motor des Le Car als Kleinwagen mit Katalysator anbieten. In Deutschland wäre die Katalysatorversion des R5 der einzige Kleinwagen gewesen, der unter diese Regelung gefallen wäre, aber sie galt nur für Fahrzeuge mit mehr als 1,4 l Hubraum. Das wurde später durch ein Gerichtsurteil korrigiert, nachdem Halter von R5 mit Katalysatoren geklagt hatten.

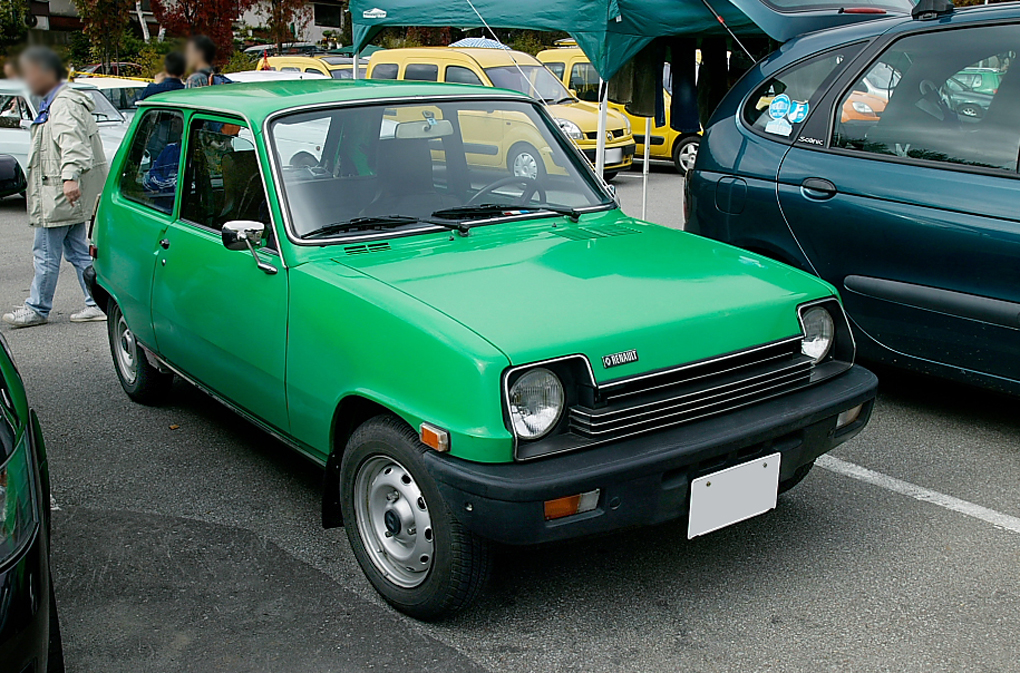
Renault Le Car (US-Version des R5)
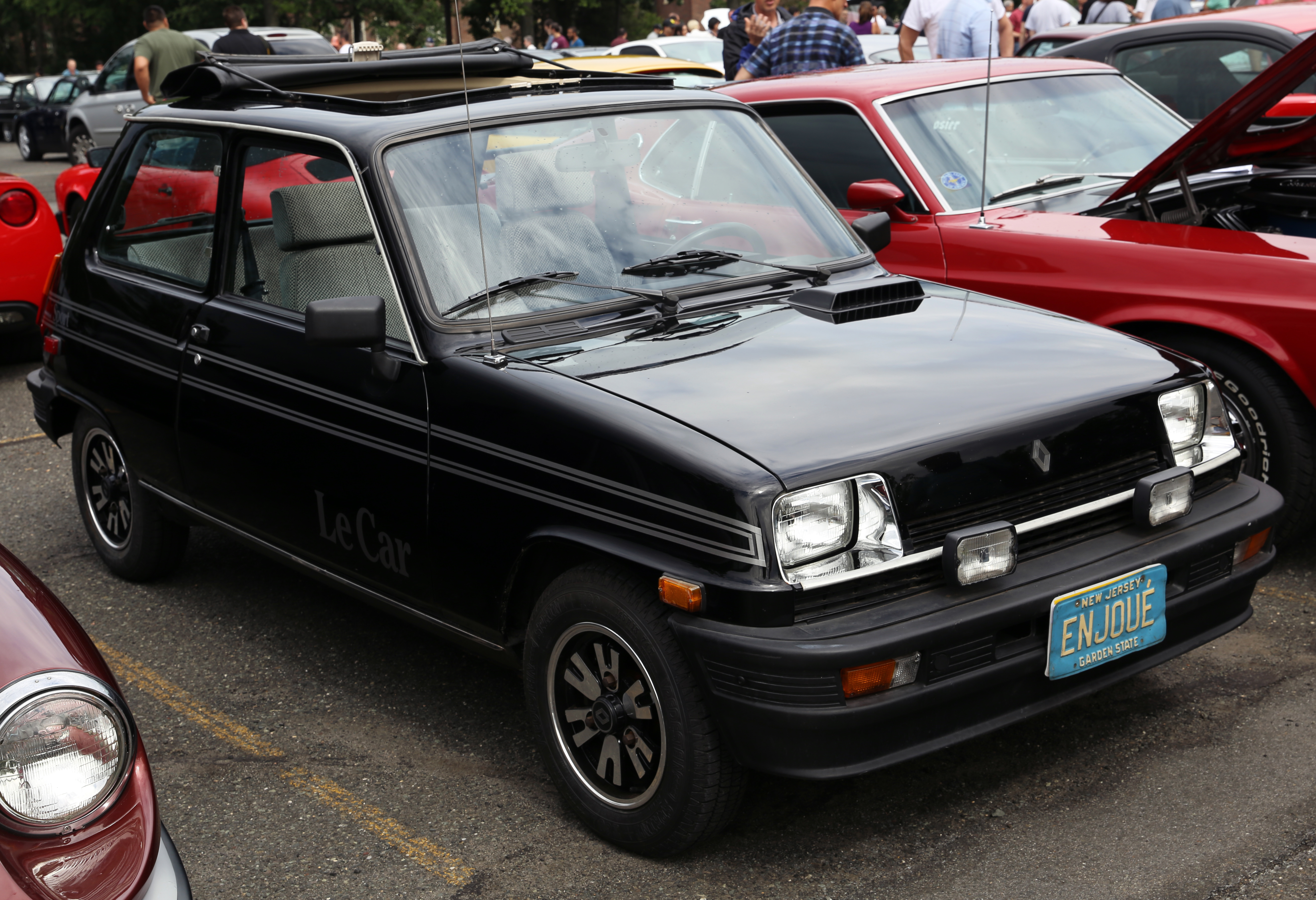
Le Car Sport (1983[25])
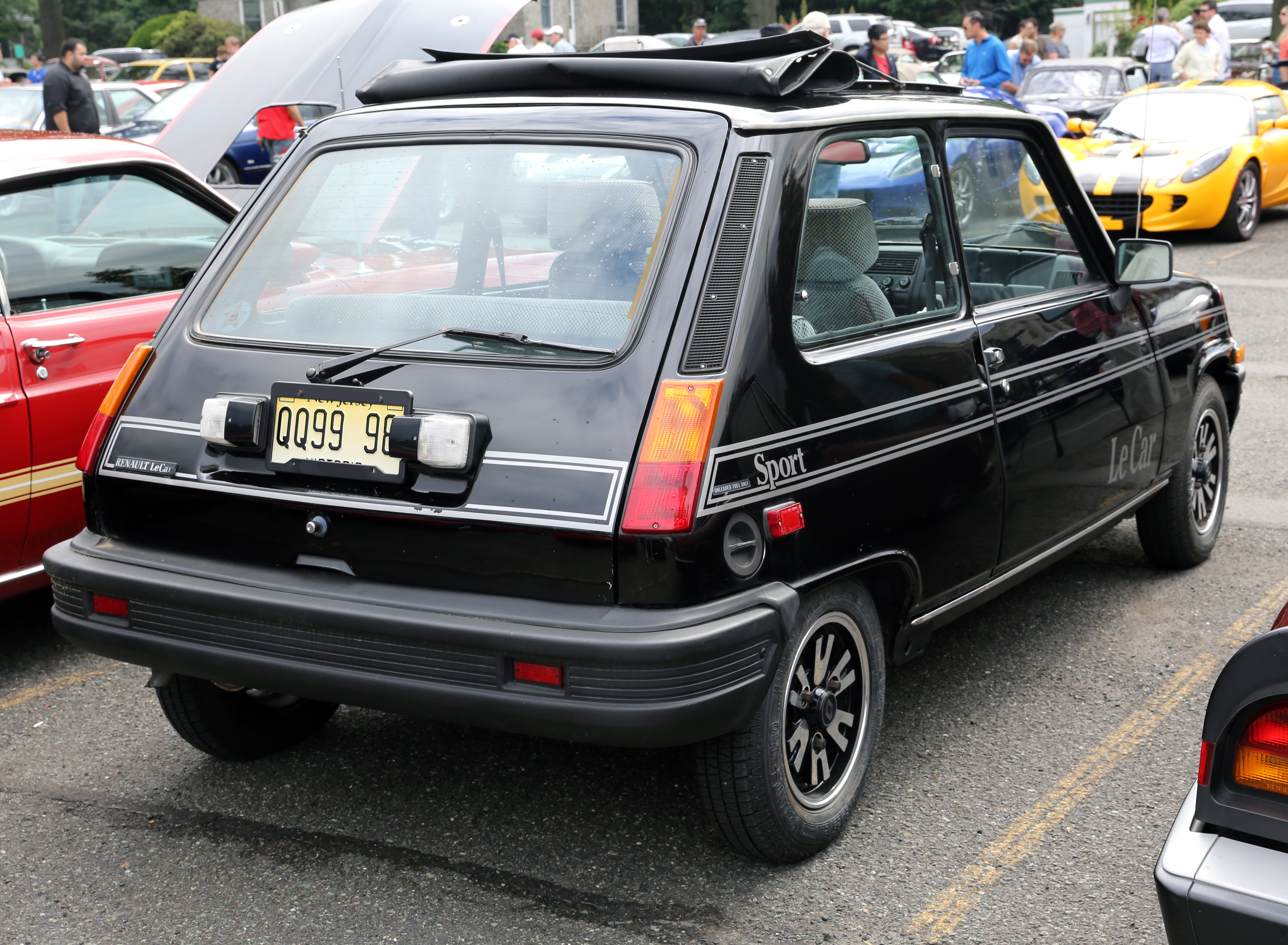
Le Car Sport, Heckansicht
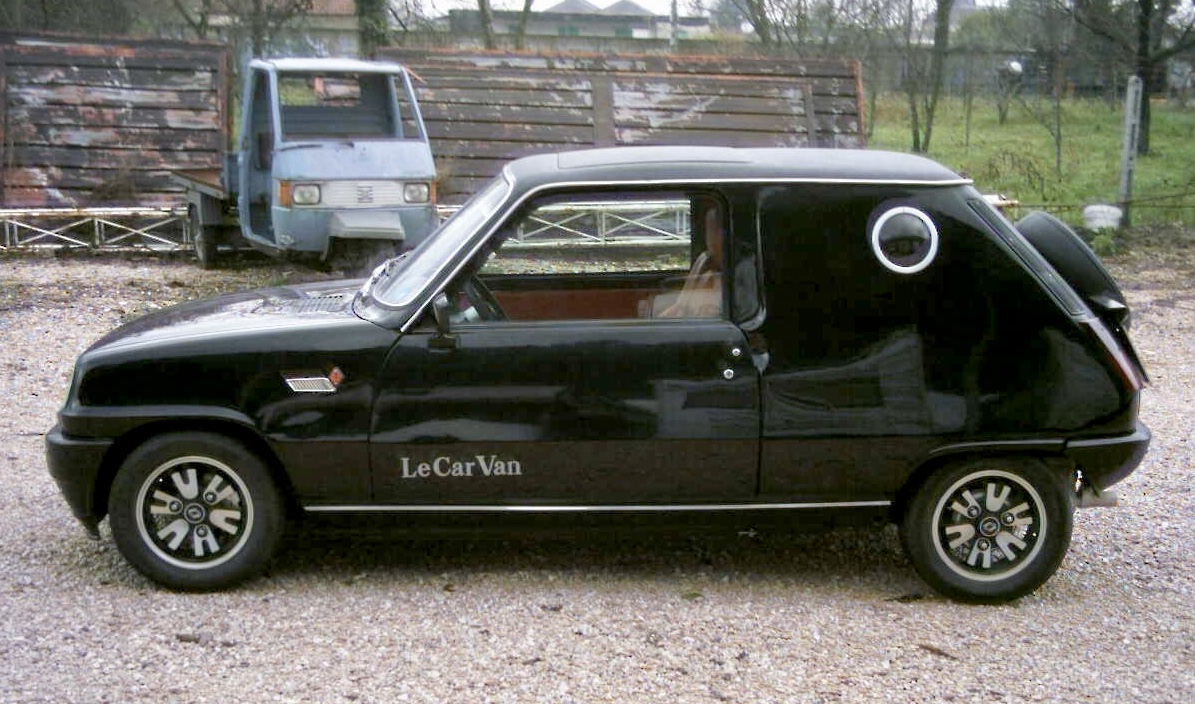
Le Car Van

## Lizenznachbauten

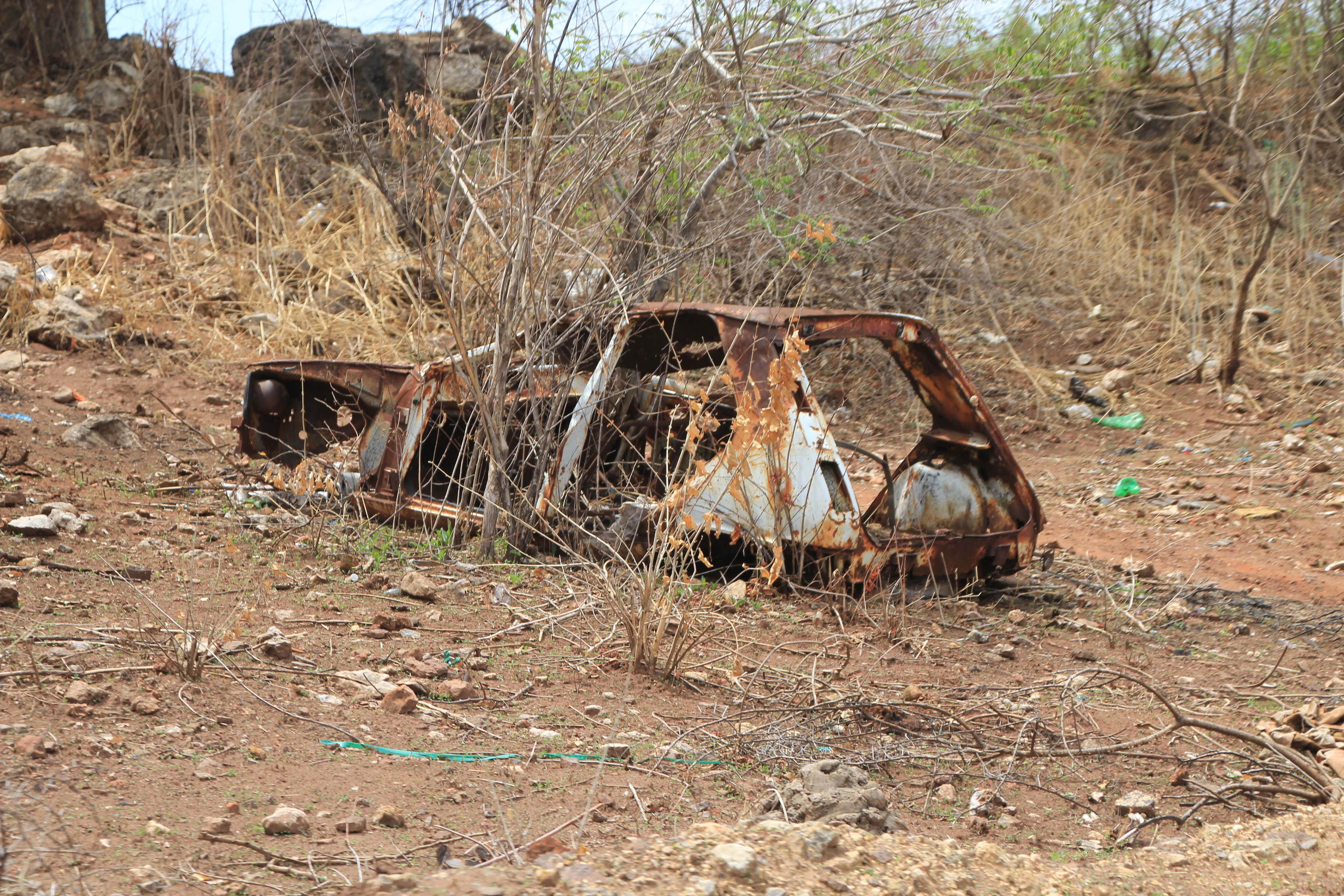
R5-Wrack in Botswana

Ab 1977 wurde der Renault 5 in Lizenz im Iran von der Société Anonyme Iranienne de Production Automobile (SAIPA) unter dem Namen Saipa 5 oder Saipa Sepand gefertigt. 1995 wechselte die Produktion von SAIPA zum Automobilhersteller Pars Khodro. Dort wurde die 5-türige Version des R5 der ersten Serie (1972–1984) noch bis ins Jahr 2000 unter dem Namen Pars Khodro Sepand hergestellt.
Die Karosserie des R5 überlebte bei Pars Khodro bis ins 21. Jahrhundert in Form des Modells Renault PK. Dieser Wagen, der aus einer angepassten Renault-5-Karosserie mit Fahrwerk und Motor des Kia Pride besteht, wurde von 2000 bis 2007 produziert.

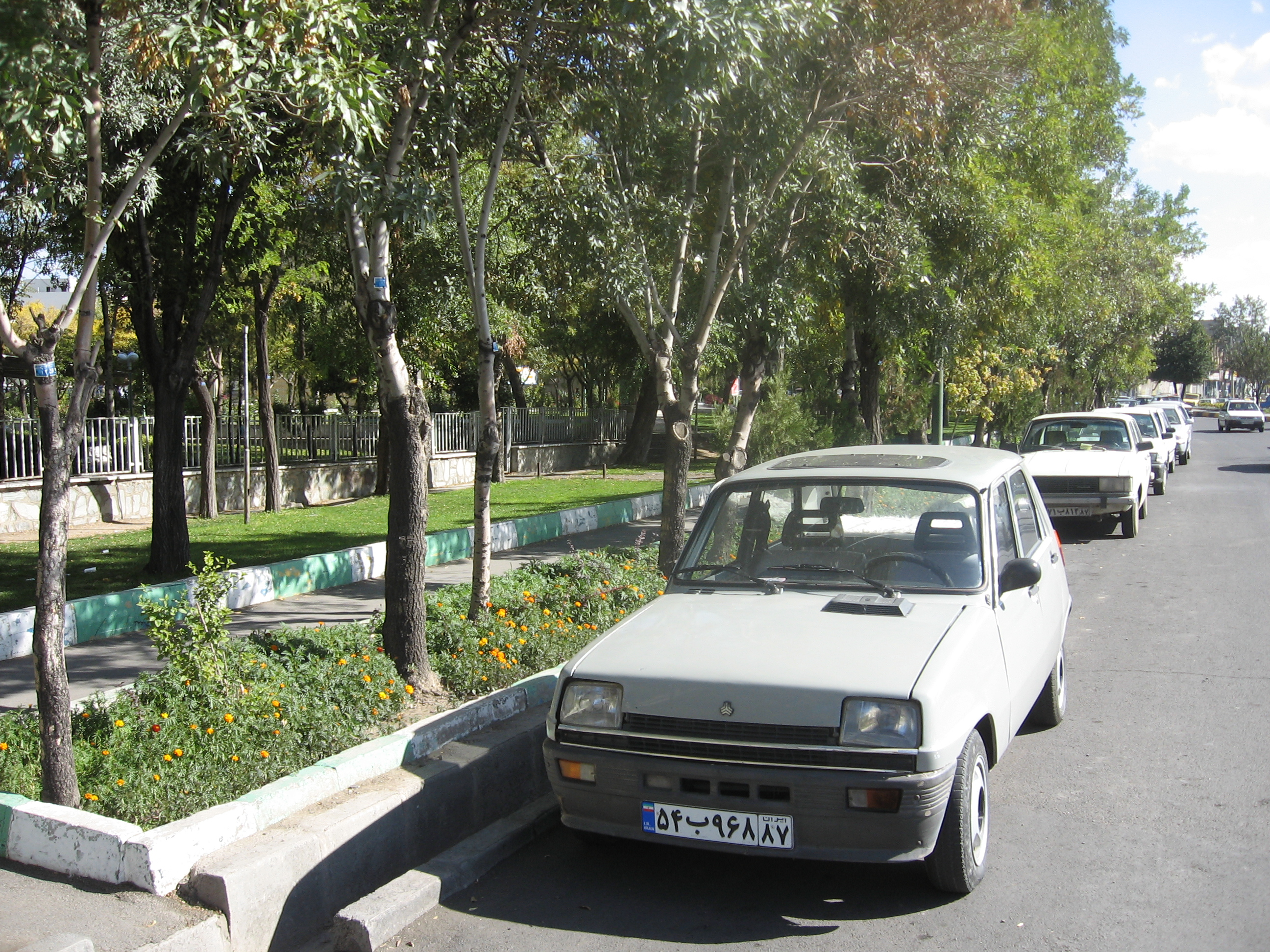
Saipa 5
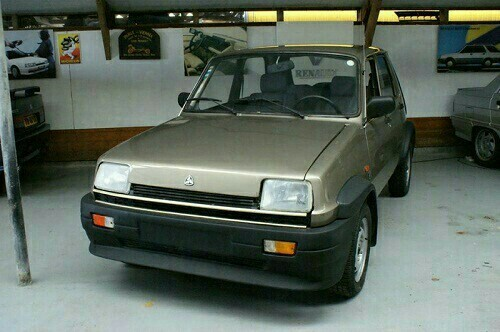
Renault PK

## R5 („Supercinq“, 1984–1996)
Der Nachfolger des ersten Renault 5 wurde im September 1984 vorgestellt und ab Januar 1985 zuerst nur als Dreitürer verkauft. Die von Marcello Gandini gestaltete Karosserie des „Supercinq“ war der Form des Ursprungsmodells angeglichen, aber 8,5 cm, länger und hatte 20 Liter mehr Kofferraum. Die Plattform mit vorn quer eingebautem Motor stammte im Wesentlichen vom Renault 9. Das Reserverad war statt im Motorraum unter dem Kofferraum untergebracht. Der Motor war weiterhin der Cléon-Fonte, dessen erste Version 1962 im Renault 8 erschienen war; seine seitliche Nockenwelle wird mit Steuerkette angetrieben. Ab 1985 gab es auch das neue Modell mit fünf Türen, aber mit 6 cm mehr Radstand und damit entsprechend länger als der Dreitürer. Ab 1986 gab es eine Lambdaregelung und Dreiwegekatalysator, außerdem wurden ein 1,7-l-Motor und ein 1,6-l-Dieselmotor mit 40 kW (54 PS) eingeführt. Diese beiden Motoren hatten obenliegende, über Zahnriemen angetriebene Nockenwellen.
Renault bewarb die Fahrzeuge mit zeittypischen Vektorgrafikbildern als die ersten des Konzerns, die mit „modernsten CAD/CAM-Methoden“ hergestellt worden seien, und stellte das von ergonomischen Erkenntnissen geleitete Konzept der Fahrzeugbedienung heraus.
Die selbsttragende Karosserie war nun besser rostgeschützt. Renault gewährte 1987 fünf Jahre Garantie, 1989 sechs Jahre Garantie gegen Durchrosten. Die Vorderachse bestand aus einem Fahrschemel mit MacPherson-Federbeinen und Querlenkern. Die Hinterräder waren an parallelen Schwingen mit Drehstabfedern und liegend eingebauten Teleskopstoßdämpfern aufgehängt. In Reparaturlisten wird der R5 der zweiten Baureihe auch als „Super 5“ gekennzeichnet.
Auf Basis des R5 wurde auch ein Hochdachkombi gefertigt, der den Renault 4 F6 (Fourgonnette) ersetzte und als Renault Rapid (Deutschland), Renault Express (zum Beispiel in Frankreich, Österreich, Spanien, Schweiz, Italien) und Renault Extra (Großbritannien, Irland) vertrieben wurde.

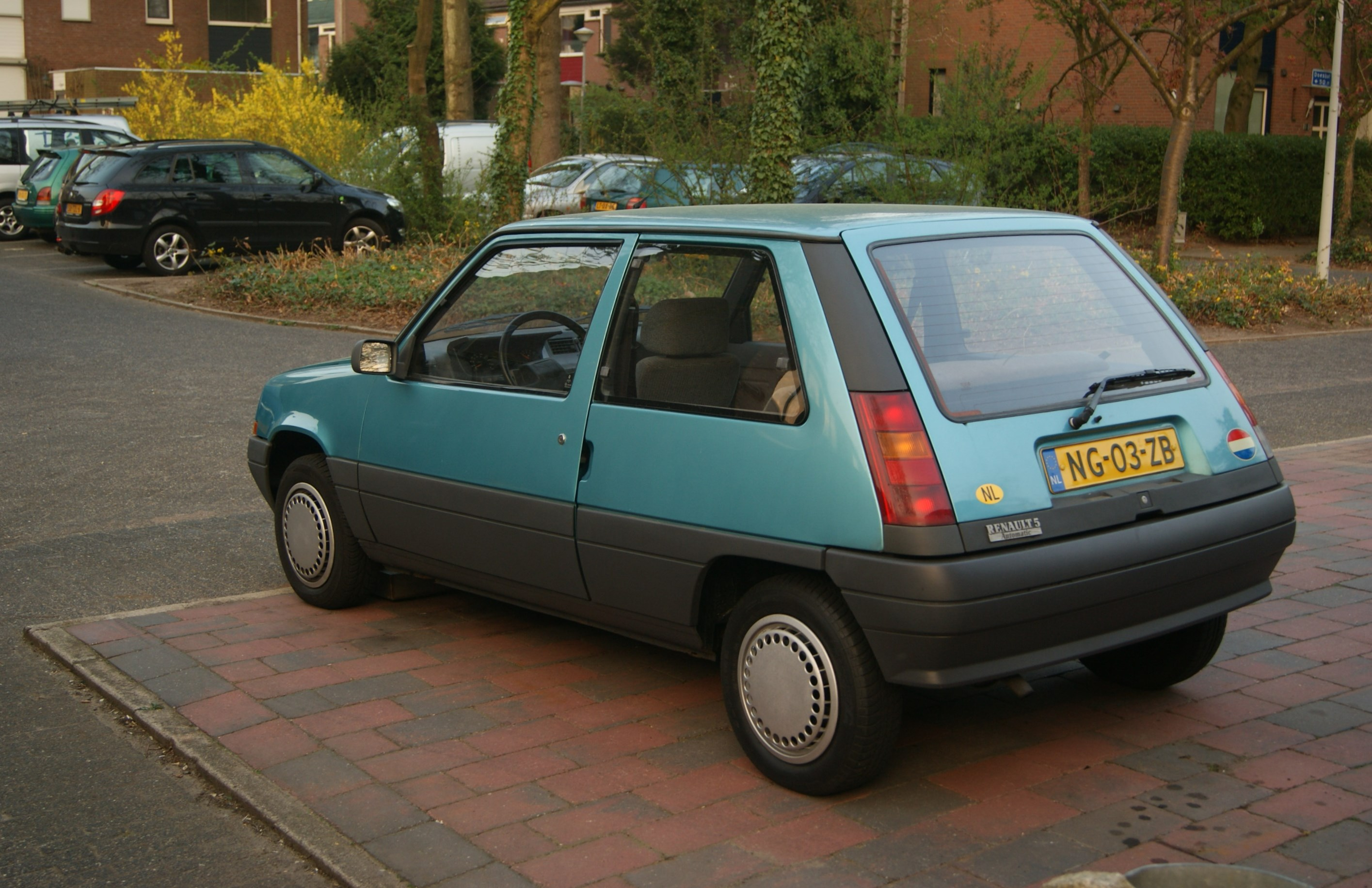
Renault 5 Dreitürer (1984–1987)
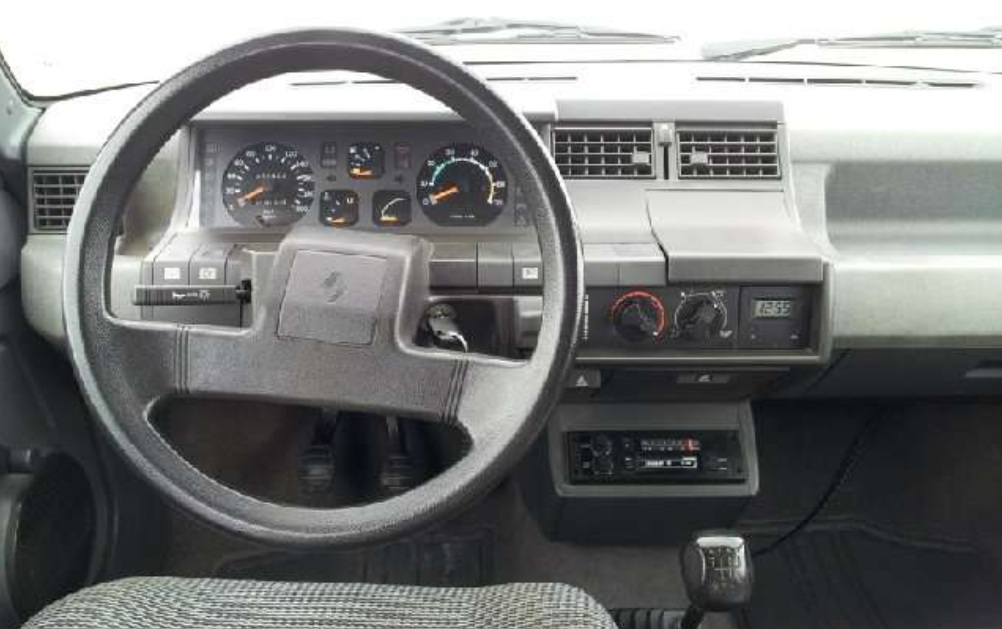
Interieur

### Modellpflege
Im Juni 1987 wurde der Kühlergrill verändert und der Rhombus auf die linke Seite verschoben. Ab 1989 hatten alle Supercinq einen geregelten Katalysator.
Produziert wurde die zweite Baureihe des Renault 5, auch bekannt als Supercinq, deutsch Super 5, bis Dezember 1990 in Frankreich in Flins-sur-Seine, Billancourt und Dieppe, außerdem in Vilvoorde (Belgien) und in Setúbal (Portugal), bis Juli 1994 bei FASA-Renault in Valladolid (Spanien, dort auch Supercinco genannt) und bis Dezember 1996 von Revoz in Novo mesto (Jugoslawien, ab 1991 Slowenien).
Bis Mitte 1994 blieb der R5 im Angebot, zuletzt mit Dieselmotor oder als Sondermodell Campus.

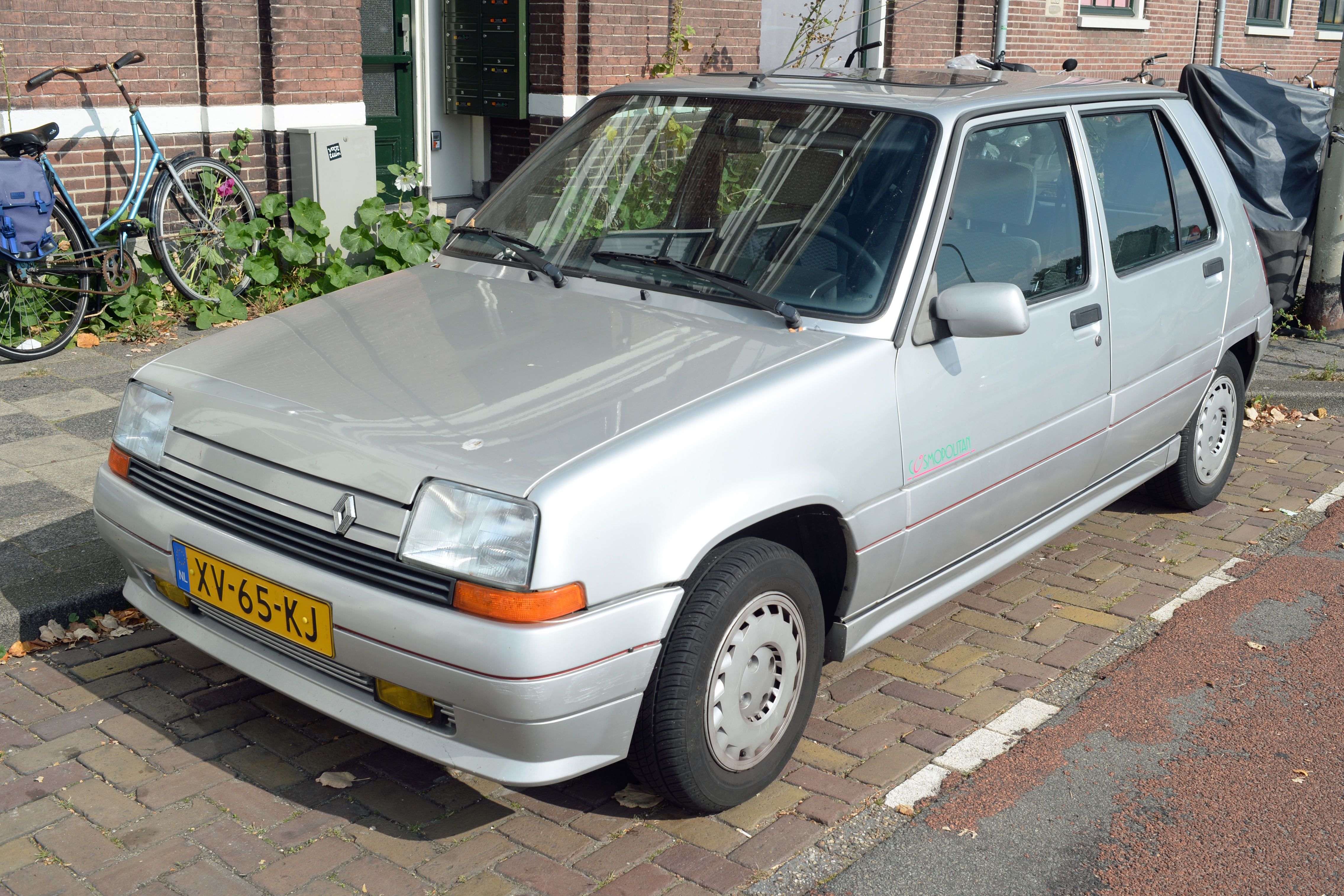
Renault 5 Fünftürer (1987–1996)
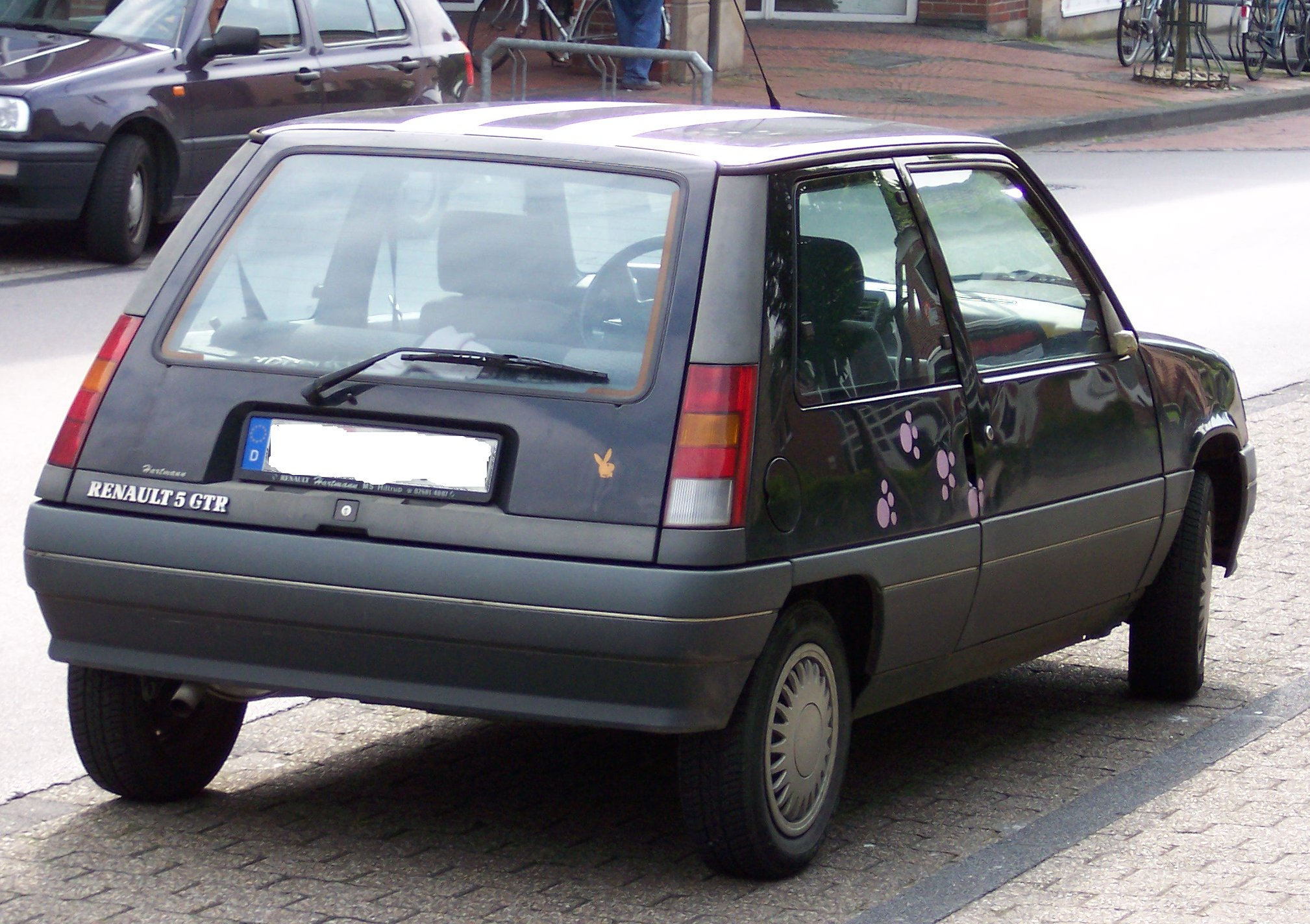
Renault 5 Dreitürer (1987–1996)

### Modell- und Motorübersicht
Folgende Motoren waren für die verschiedenen Modelle erhältlich:
| Modell             | Hubraum cm³ | Leistung kW (PS) bei 1/min | Drehmoment Nm bei 1/min | Höchstge- schwindigkeit km/h | Bauzeitraum     | Preis August 1989 DM           |
| ------------------ | ----------- | -------------------------- | ----------------------- | ---------------------------- | --------------- | ------------------------------ |
| Basis              | 956         | 30 (41)                    |                         |                              | 10.1984–10.1988 |                                |
| C/L/Campus         | 1108        | 33 (46) bei 4750           | 79 bei 3000             | 143                          | 10.1984–10.1988 | Campus 14.990/15.650 (5-Türer) |
| TC/TL              | 1397        | 43 (58)                    | 100 bei 3000            | 158                          | 10.1985–12.1996 |                                |
| SR/TR/GTR          | 1397        | 44 (60)                    |                         |                              | 10.1984–06.1988 |                                |
| TS/GTS/TSE         | 1397        | 49 (67)                    |                         |                              | 06.1987–07.1989 |                                |
| TL/GTL/GTR         | 1397        | 52 (71)                    |                         |                              | 10.1984–07.1989 |                                |
| GTX                | 1721        | 54 (73)                    |                         | 170                          | 10.1986–07.1994 | GTX Prima 18.600               |
| GTX/Exclusiv       | 1721        | 64 (88)                    |                         |                              | 06.1987–06.1994 |                                |
| GTE                | 1721        | 69 (94)                    | 140 bei 3000            | 182                          | 10.1986–08.1991 | 22.950                         |
| GT Turbo           | 1397        | 85 (115)                   | 164 bei 3000            | 201                          | 04.1985–08.1990 |                                |
| SD/TD/GTD (Diesel) | 1596        | 40 (55) bei 4800           | 100 bei 2250            | 151                          | 08.1985–12.1996 | Campus 16.290                  |

- 1,7-Liter-Modelle mit 65 (88) vor Juli 1989 hatten einen Doppelvergaser und ungeregelten Katalysator.

### GT Turbo und GTE
Ab April 1985 wurden auch vom Super 5 wieder sportliche Versionen hergestellt, zunächst kam der GT Turbo auf den Markt. Dieser hatte einen 1,4 Liter großen Turbomotor mit anfänglich (Phase 1) 85 kW (115 PS) und einem Drehmoment von 164 Nm bei 3000/min. Ab 1987 (Phase II) stiegen die Leistung auf 88 kW (120 PS) und das Drehmoment auf 165 Nm bei 3750/min. Der R5 GT Turbo war lange Zeit der schnellste jemals gebaute Serienkleinwagen mit einer Höchstgeschwindigkeit laut Typenschein von 201 km/h, bei der im 5. Gang der rote Drehzahlbereich erreicht wurde. Das Zusammenspiel des 55-kW-Basismotors aus dem R5 GTL mit einem Garrett T3-Turbolader und einem Gewicht von nur 822 kg ermöglichte einen Sprint von 0 auf 100 km/h in 7,9 Sekunden. Große Probleme bereitete dem GT Turbo die Wärmeabfuhr wegen des heißen Turboladers und des relativ schmalen Kühlers mit innenliegendem Ölkühler. Während der GT Turbo in seiner ersten Baureihe noch mit Verbreiterungen im Anthrazit-Plastik und Leichtmetallrädern ohne Mittelloch ausgestattet war, wurden nach Erscheinen des GTE die Verbreiterungen und der geänderte Kühlergrill in Wagenfarbe lackiert, die Form der Räder verändert und eine kleine Abrisskante am Heck angebracht.
Die Fahrzeuge wurden ab Werk mit Reifen der Marke Michelin, Typ MXV, in der Dimension 195/55-13 bestückt. Die Einführung des Katalysators bewog Renault dazu, den GT Turbo in einigen Ländern ab 1987 nicht mehr anzubieten und stattdessen den gleich aussehenden GTE zu produzieren.
Der im Herbst 1986 eingeführte R5 GTE hatte einen 1,7-Liter-Saugmotor (F-Motor) mit einer Leistung von 69 kW (94 PS) (mit geregeltem Dreiwegeabgaskatalysator) oder 71 kW (97 PS) (ohne Abgaskatalysator). Der GTE hatte wegen der geringeren Motorleistung und größeren Fahrzeugmasse zwar schlechtere Fahrleistungen als der GT Turbo, allerdings erwies sich der 1,7-Liter-Saugmotor als standfester.
Der R5 GT Turbo war in erster Linie für den Motorsport vorgesehen. Wegen der stetigen Überhitzungsgefahr war er für die Praxis ungeeignet. Gut erhaltene Modelle sind heute äußerst rar und gelten bei Kennern als Liebhaberfahrzeuge, während der GTE nie die Popularität des GT Turbo erreichen konnte.

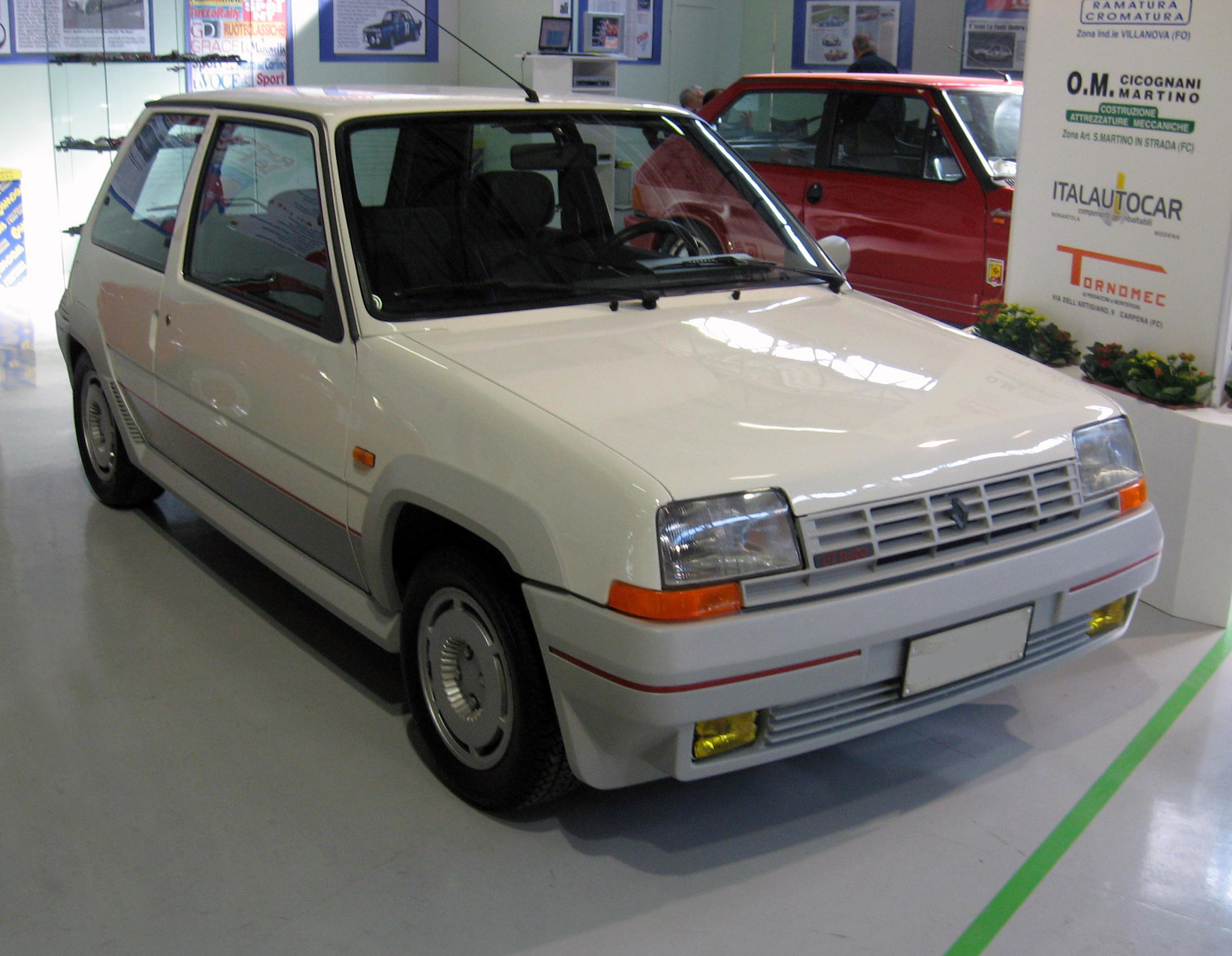
Renault 5 GT Turbo (1985–1987)
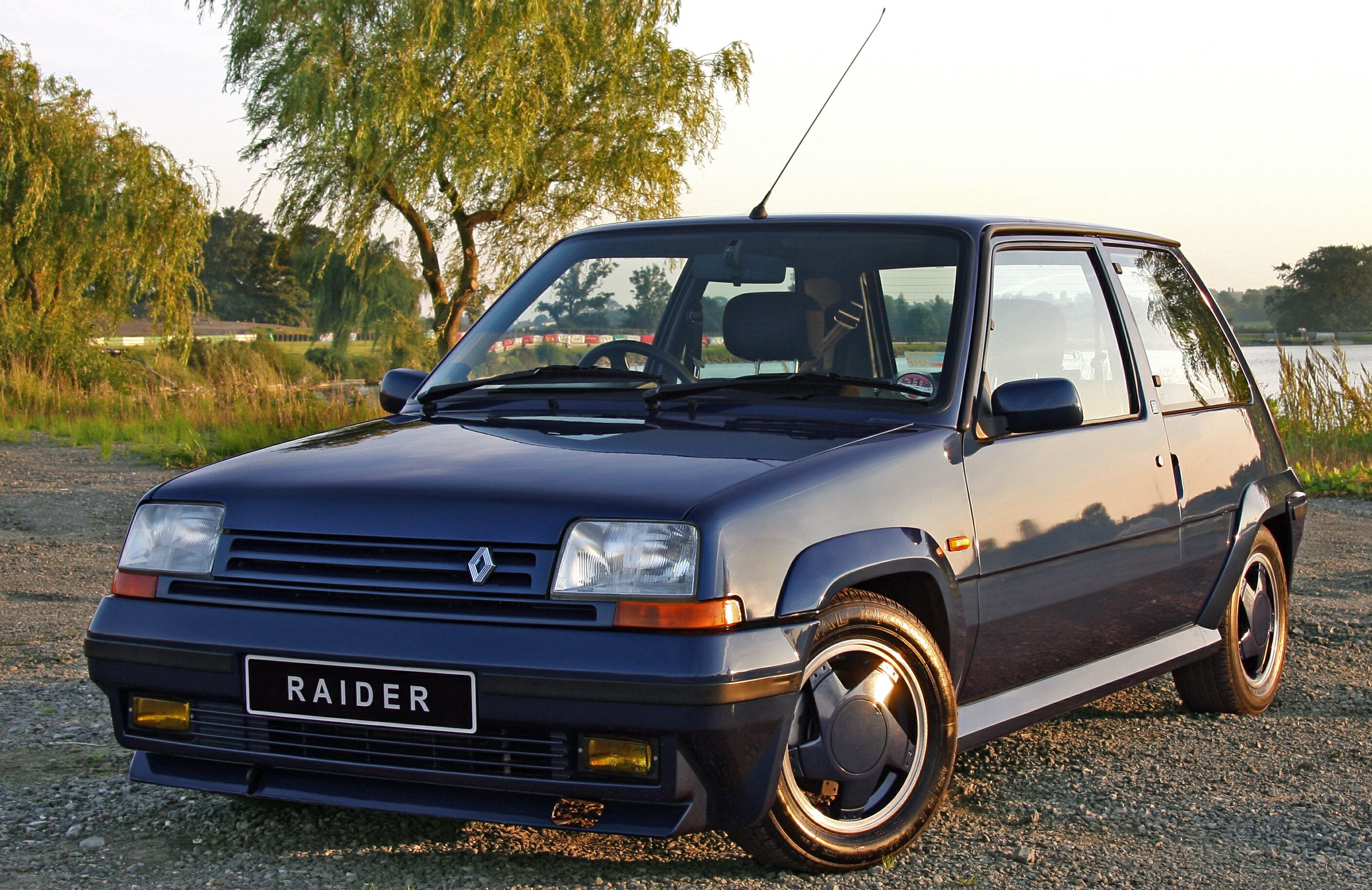
Renault 5 GT Turbo (1987–1990)

Während der GT Turbo vornehmlich in Weiß, Rot, Blaumetallic und Schwarz ausgeliefert wurde (Weiß und Schwarz mit jeweils rotem Teppich), war beim GTE die dunkelblaue Version (Le Mans Blaumetallic) sehr populär.
Die Produktion des GT Turbo lief im August 1990 aus, die des GTE endete mit Erscheinen des Clio 16V im August 1991.

### Sondermodelle
Speziell zum Ende der Bauzeit hin wurde der R5 in einer Vielzahl von Sondermodellen mit bunten Stoffsitzen und zusätzlicher Ausstattung angeboten. Beispiele sind die Sondermodelle Flash, Primus, Prima, Tiga und der Campus.
Der ab Anfang 1988 angebotene R5 Campus ist eine Grundausstattungsvariante ohne jegliche Extras mit dem 43-kW-Motor des R5 C. Dieses Modell wurde nach der Vorstellung des R5-Nachfolgers Clio noch bis Mitte 1992 angeboten.

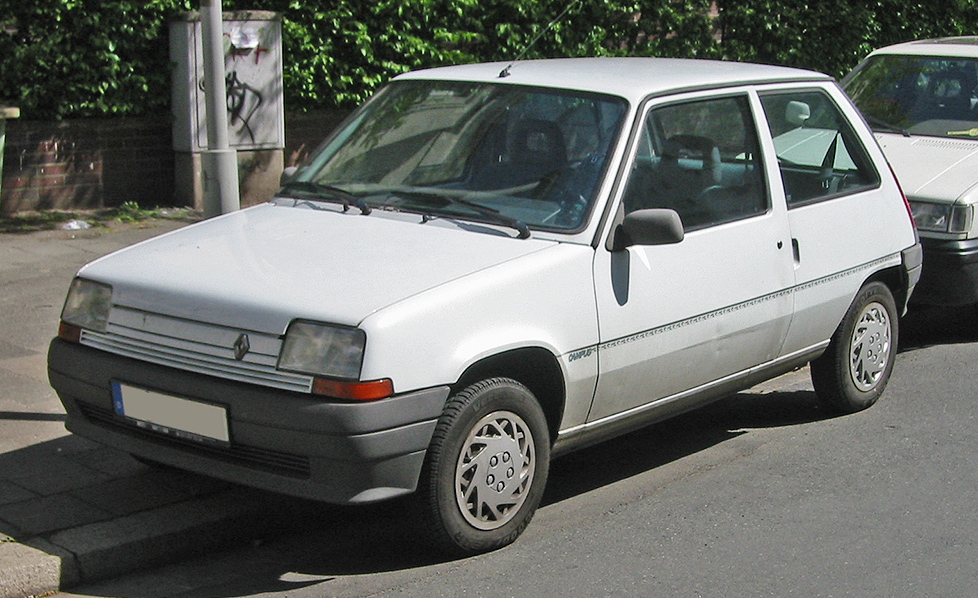
Renault 5 Campus (1988–1992)

Die einfach ausgestatteten Modelle trugen einen Armaturenträger aus grauem Hartplastik mit dem Kombiinstrument der Ur-R5, der aus einem Stück gefertigt wurde. Bessere Modelle (ab GTL) hatten das übliche Kombiinstrument mit Ölstandsanzeige, wie es auch unter anderem im Espace eingesetzt wurde. Die Armaturenbretter waren ganz anders geformt und zudem gepolstert. Sie hatten integrierte Schalterleisten und wurden zum großen Teil passend zur Farbe der Polster gefärbt.
Das Sondermodell R5 Exclusiv (in Frankreich, Benelux, Spanien und Österreich Baccara, in Großbritannien Monaco und in Italien Limited) hatte eine bessere Geräuschdämmung, hochflorige Veloursteppiche, eine spezielle Heckablage mit großem Staufach aus Leder, Aluminiumräder mit 165/65R13-Reifen, hydraulische Servolenkung, Lederlenkrad und Schaltknauf aus dem GTE-Modell, eine beige Lederausstattung, elektrische Fensterheber und eine infrarotgesteuerte Zentralverriegelung („Plip“). Sein 1721-cm³-Vergasermotor mit ungeregeltem Katalysator leistete maximal 64 kW (87 PS) und ermöglichte 180 km/h Spitzengeschwindigkeit. Die Beschleunigung von 0 auf 100 km/h wurde mit 9,8 Sekunden angegeben. Dieses Modell hatte die innenbelüfteten Scheibenbremsen des Turbos. Der Verbrauch lag laut Werk zwischen 5,3 und 10,7 Liter Super-Bleifrei auf 100 km. In einigen Ländern wurde der Baccara bzw. Monaco auch in einer Version mit Dreigang-Automatik und einem 1397-cm³-Motor vom Typ C2J angeboten mit 49 kW (67 PS) und Vergaser. Ab 1989 führte Renault in vielen Ländern serienmäßig geregelte Katalysatoren ein, dazu wurde das Sondermodell Baccara mit der 1721-cm³-Motorisierung mit Monopoint-Einspritzung und einer Leistung von 54 kW/73 PS (Motortyp F3N, geregelter Katalysator, schadstoffarm nach US-Norm) ausgerüstet. In dieser Variante war die Servolenkung nicht mehr serienmäßig und die Scheibenbremsen an der Vorderachse waren nicht innenbelüftet.

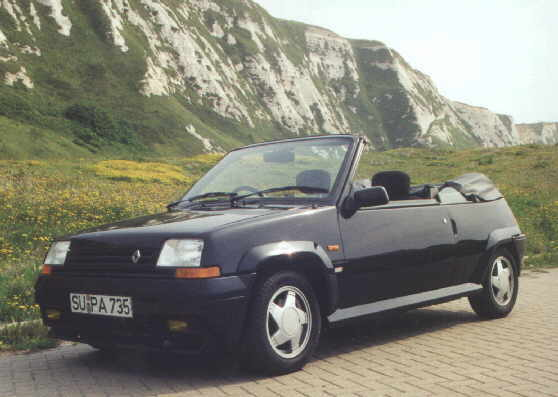
Renault 5 Cabrio (1986–1991)

Generell litten die Motoren dieses Sondermodells an verzogenem Vergaser, da er über dem heißen Krümmer rückwärtig zwischen Motor und Spritzwand saß und so starken thermischen Belastungen ausgesetzt war. Renault versuchte das Problem mit aufwendigen Vergaserfußdichtungen zu lösen, aber einzig das Planen des Vergaserflansches brachte eine dauerhafte Lösung. Der Renault 5 Exclusiv wurde rund 4000-mal gebaut und ausschließlich in den Farben Metallic-Schwarz, Champagner und Metallic-Braun angeboten. Der empfohlene Verkaufspreis 1987 in Deutschland betrug 21.900 DM.

### Cabrio
Zwischen Ende 1986 und Anfang 1991 wurde von dem belgischen Unternehmen EBS auch eine Cabriolet-Version in einer Stückzahl von insgesamt 1400 Fahrzeugen produziert, davon 14 Stück als GT Turbo.

## Motorsport

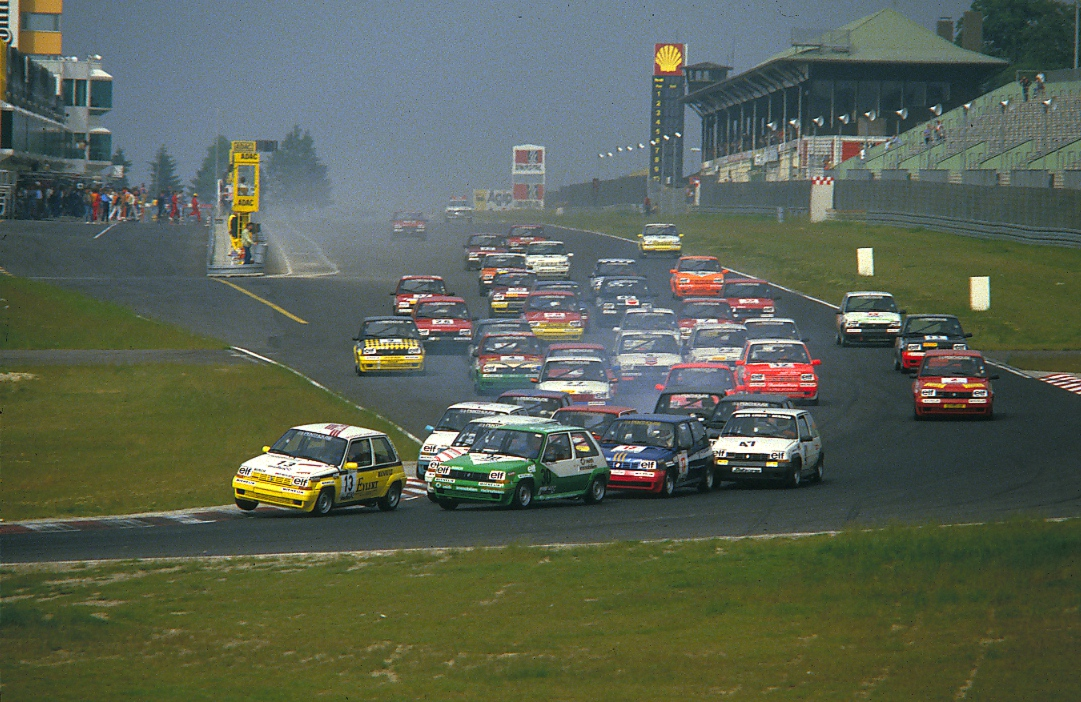
Renault 5-Cup, 1985

Mit dem Renault 5 wurde ab 1974 auch ein nationaler und internationaler Cup ausgetragen. In Deutschland war die Rennpremiere im April 1974 in Hockenheim. Die teilnehmenden, teils leistungsgesteigerten Fahrzeuge waren unter anderem der R5 TL (56 PS), LS (64 PS), TS (85 PS), Alpine (R1223) mit 68 kW (93 PS) und ab 1981 der Renault 5 Turbo mit 118 kW (160 PS). Der R5 TL wurde 1974 rennfertig für 9.950 DM angeboten.